# Ivaniv, Ivanîci
Ivaniv (în ucraineană Іванів) este un sat în comuna Bujanka din raionul Ivanîci, regiunea Volînia, Ucraina.

## Demografie
Componența lingvistică a localității Ivaniv
     Ucraineană (95,16%)
     Rusă (3,23%)
     Română (1,61%)
Conform recensământului din 2001, majoritatea populației localității Ivaniv era vorbitoare de ucraineană (95,16%), existând în minoritate și vorbitori de rusă (3,23%) și română (1,61%).